# Elke Gurlit
Elke Gurlit (* 1959 in Bremen) ist eine deutsche Rechtswissenschaftlerin und Hochschullehrerin.

## Leben
Gurlit absolvierte von 1978 bis 1985 das Studium der Rechtswissenschaft an der Universität Bremen. Anschließend widmete sie sich unter Karl-Heinz Ladeur ihrer Doktorarbeit. Sie wurde 1988 an der Bremer Universität mit der Dissertation Die Verwaltungsöffentlichkeit im Umweltrecht: ein Rechtsvergleich Bundesrepublik Deutschland – USA promoviert. Ab 1987 wirkte sie als wissenschaftliche Mitarbeiterin am Zentrum für Europäische Rechtspolitik der Universität Bremen, wechselte 1990 als wissenschaftliche Mitarbeiterin an die Freie Universität Berlin zu Johann Wilhelm Gerlach und 1992 als wissenschaftliche Assistentin zu Philip Kunig. 2000 habilitierte sie sich schließlich an der FU Berlin mit der Arbeit Verwaltungsvertrag und Gesetz. Eine Untersuchung zum Verhältnis von vertraglicher Bindung und staatlicher Normsetzungsautorität. Als Privatdozentin hatte sie 2001 eine Vertretungsprofessur an der Universität Bremen inne.
Gurlit folgte im April 2002 einem Ruf auf den Lehrstuhl für Staats- und Verwaltungsrecht, Rechtsvergleichung, Europarecht an die Universität Mainz. Sie ging 2006 zu einem Forschungs- und Lehraufenthalt an das Trinity College nach Dublin. 2013 lehnte sie einen Ruf an die Ruhr-Universität Bochum ab.
Gurlit war von 2011 bis 2015 außerdem Richterin am Staatsgerichtshof der Freien Hansestadt Bremen sowie 2016 bis 2018 Sachverständige der Hessischen Enquêtekommission zur Verfassungsreform 2018.

## Werke (Auswahl)
- Die Verwaltungsöffentlichkeit im Umweltrecht: ein Rechtsvergleich Bundesrepublik Deutschland – USA, Werner, Düsseldorf 1989, ISBN 978-3-8041-1770-9.
- mit Robert Francke und Bettina Sokol: Frauenquoten in öffentlicher Ausbildung: zur Verfassungsmässigkeit von geschlechterbezogenen Quotenregelungen in öffentlichen Berufsausbildungen, Nomos, Baden-Baden 1991, ISBN 978-3-7890-2261-6.
- Verwaltungsvertrag und Gesetz: eine vergleichende Untersuchung zum Verhältnis von vertraglicher Bindung und staatlicher Normsetzungsautorität, Mohr Siebeck, Tübingen 2000, ISBN 978-3-16-147442-2.
- mit Peter O. Mülbert: Der Börsenträger im Spannungsfeld von Gemeinwohlauftrag und Privatinteresse: zugleich ein Beitrag zu den Verfassungs- und Europarechtsfragen der Beteiligung an Börsenträgern, Nomos, Baden-Baden 2012, ISBN 978-3-8329-7528-9.
- mit Josef Ruthig und Stefan Storr: Klausurenkurs im öffentlichen Wirtschaftsrecht: ein Fall- und Repetitionsbuch für den Schwerpunktbereich, C.F. Müller, 2. Auflage, Heidelberg 2017, ISBN 978-3-8114-5558-0.

## Mitgliedschaften
- Vereinigung der Deutschen Staatsrechtslehrer
- Deutscher Juristinnenbund
- Gesellschaft für Umweltrecht
- Bankrechtliche Vereinigung
- Mitglied des Wissenschaftlichen Beirats des forum vergabe e. V.
- Mitglied des Wissenschaftlichen Beirats des Deutschen Forschungsinstituts für öffentliche Verwaltung Speyer FÖV[8]